# Refugiul Coștila
Refugiul Coștila este un refugiu alpin cu destinație turistică montană construit în anul 1937 la o altitudine de 1.690 metri, în partea estică a platoului Bucegilor, pe Valea Coștilei. Refugiul a fost recondiționat in 2016
Refugiul Coștila este administrat și întreținut de Clubul Alpin Român. Scopul principal al refugiului era de adăpostire și de întâlnire a alpiniștilor și oamenilor de munte veniți în zona Abruptului Prahovean. Această zona este puternic dominată de văi abrupte și cei mai înalți pereți verticali din România, cum ar fi Peretele Văii Albe, Peretele Coștilei sau Peretele Gălbinele, o zona bogată în trasee de alpinism.

## Legaturi Externe
- https://www.carpati.org/ghid_montan/muntii/bucegi/refugiul_costila-64/
- https://www.climbromania.com/Cazare.aspx?ID_Cazare=1